# Purple Legion
Purple Legion foi uma banda portuguesa de covers formada em Almada, em 1976, por António Manuel Ribeiro e Carlos Peres que viriam mais tarde a fundar a notória banda de rock UHF. Tiveram uma passagem efémera e sem qualquer registo discográfico.
Constituída por quatro jovens em início de carreira e sem experiência musical, atuavam no vasto circuito de bailes, muito em voga na sociedade portuguesa em meados da década de 1970. Faziam versões de temas clássicos da memória pública, praticando uma sonoridade que abrangia o rock britânico e anglo saxónico e também a música popular brasileira.

## História

### Formação e a Era dos bailes
Em 1976, no pós-25 de Abril, Portugal ainda procurava ajustar-se à nova realidade social e política. Os jovens olhavam para o rock como sinónimo de liberdade, uma linguagem musical sem ligação ao passado do regime salazarista. Os media, atormentados pelo espetro da censura, reproduziam algum Yé-yé e quase de uma forma dominante a canção ligeira e o nacional cançonetismo, a que se opunha em amplo domínio a canção de intervenção política, como recordou Tozé Brito, antigo representante da PolyGram portuguesa: "Depois da revolução, quem não estivesse na área da canção política não tinha para onde ir". Antes da revolução, o rock era forçosamente brincadeira para rapazes em tempo de liceu, que rapidamente se diluía com a chamada para a incorporação no serviço militar. E só na fuga para França, ou outras paragens, a continuidade era possível mas nunca em domínios pop rock.

Purple Legion em 1976 durante um ensaio.

 A grande maioria das bandas e artistas gravitavam em torno do circuito de bailes, fazendo versões de temas mediáticos ingleses e americanos. As dificuldades em 1976 eram tremendas, pois não havia salas nem existia um circuito de espetáculos onde os grupos se pudessem mostrar. O país estava a acordar de uma enorme apatia social asfixiado por anos de isolamento. Assim, as poucas bandas que perfilavam no panorama rock nacional cantavam maioritariamente em inglês, com canções que seguiam a linhagem de bandas como os Beatles, Yes, Genesis ou Rolling Stones.

O circuito de bailes, praticado em larga escala em Portugal, inclusive nos grandes meios urbanos, acompanhava uma época política e social muito agitada, cinzenta e de grandes incertezas, em suma, um país a preto e branco. Mesmo assim em Almada respirava-se música apesar de não haver condições, pois não havia salas de ensaios apoiadas pela autarquia e mesmo a sala mais emblemática – Incrível Almadense – estava muito fechada ao rock. António Manuel Ribeiro, notável rocker português, teve uma experiência incipiente no regular circuito de bailes da época que se revelaria mais tarde, em 1980, como embrião do boom do rock português. Com determinação para singrar na música formou em 1976, na Costa de Caparica, em Almada, os Purple Legion com a cumplicidade do amigo e baixista Carlos Peres e do baterista Alfredo Antunes. Fez ainda parte da formação um guitarrista brasileiro que tentava impor a sonoridade carioca da época no repertório da banda, causando desconforto nos restantes elementos, como recordou Ribeiro à revista Blitz: 
| “ | Essa banda (Purple Legion) tinha um guitarrista brasileiro que eu detestava porque só queria tocar coisas brasileiras. Então tínhamos que cantar cinco sambas, antes de eu poder tocar o "Satisfaction", e depois mais cinco temas brasileiros. | ” |

O nome da banda fora inspirado na canção épica "Celebration of the Lizard", dos Doors, composta por uma série de poemas interpretados por Jim Morrison em spoken word. Os Purple Legion exploravam o rock britânico e anglo saxónico e a música popular brasileira com versões de temas dos Rolling Stones, Deep Purple, Cream ou Vinicius de Moraes. Os convites para realizarem concertos eram escassos e estes quando surgiam eram maioritariamente em escolas, o que provocou um crescente desinteresse nos músicos. O desfecho dessa passagem pelo mundo dos grupos de baile não foi feliz, como relembrou António Manuel Ribeiro: "Uma vez chateámos-nos em palco (...) Tínhamos alugado uns instrumentos e chegou uma altura em que o presidente da coletividade nos pediu para cantar o "Parabéns a Você", porque a filha dele fazia anos. Recusei-me e depois não nos pagaram, o que levantou um problema por causa do aluguer dos instrumentos". Pouco depois, e ainda em 1976, a banda deu por terminada a curta carreira.

### Início do legado UHF
Com o final dos Purple Legion, António Manuel Ribeiro, Carlos Peres e Alfredo Antunes decidiram não desistir do sonho que os havia unido e iniciaram a construção de um projeto mais consistente. Influenciados pela cultura punk que surgia em Inglaterra e nos Estados Unidos, em 1976, Ribeiro e Peres resolveram demonstrar que era possível, também em Portugal, fazer música de rua utilizando apenas duas guitarras, uma bateria e um microfone, contrariando o uso exagerado de logística que suportava as bandas de rock progressivo, muito em voga na época. Mas Alfredo Antunes não quis embarcar nessa aventura por não ter espírito de sacrifício de andar a tocar sem receber qualquer pagamento nos primeiros tempos, e foi substituído por Américo Manuel que, além de baterista, era um exímio guitarrista. Alfredo formaria mais tarde, em 1981, os IODO, banda que atingiu algum sucesso com o emergente estilo musical new wave.

"Era até frustrante olhar para um palco, na primeira metade dos anos setenta, e ver as montanhas de equipamento a que nunca poderíamos ter acesso (...) E o punk veio trazer uma lufada de ar fresco, garantir que nada daquilo era preciso."

– António M. Ribeiro fala da revolução que a cultura punk trouxe à música, em 1976.
Os três músicos promoveram sucessivas reuniões em encontros ao fim do dia na esplanada do Café Central de Almada, para definirem no contexto musical a posição do então novo projeto. Ribeiro fez notar aos companheiros a necessidade de comunicar com as pessoas, promover uma cumplicidade entre o palco e o público tocando nos assuntos e falar dos problemas reais do dia a dia. Mas isso passaria obrigatoriamente por composições próprias. Assim, no final de 1977, António M. Ribeiro (vocal e guitarra), Carlos Peres (baixo) e Américo Manuel (bateria) deram inicio às composições de autor. Alteraram o nome Purple Legion para À Flor da Pele e depois, já com Renato Gomes na guitarra, para UHF.
Os UHF cresceram rapidamente. António M. Ribeiro e a sua banda marcaram a estreia em estúdio para registar o primeiro trabalho discográfico Jorge Morreu, em 1979, influenciado pela sonoridade pós punk da época. Temas simples, curtos e diretos com canções gravadas em combinação de guitarras elétricas, baixo e bateria, em quarteto musical. Em pouco tempo os UHF adquiriram junto da imprensa o estatuto de 'banda ao vivo'. A linguagem escrita do rock em português, direta e espontânea, chegava pela primeira vez a todos os lugares de Portugal. Os rapazes de Almada faziam a radiografia real da vida de muitos jovens urbanos, falando da marginalidade, drogas duras, prostituição, fluxos imigratórios e do trabalho árduo na Lisnave, temas nunca antes abordados em canções. Corporizavam a vivência do 'estar à margem' e alguma ortodoxia rock inspirada nos Doors e em Lou Reed. De certa forma, os Purple Legion foram o embrião dos UHF que reuniu Ribeiro e Peres, o núcleo duro de músicos, que construíram a banda que viria a fundar, em 1980, o movimento de renovação musical denominado 'rock português' com a canção "Cavalos de Corrida", juntamente com "Chico Fininho" de Rui Veloso. Os UHF celebraram em 2013 o trigésimo quinto aniversário de carreira premiando um legado com mais de 300 canções gravadas.

## Membros
- António Manuel Ribeiro — vocal e guitarra rítmica [5]
- Carlos Peres — baixo elétrico e vocal de apoio [5]
- Alfredo Antunes — bateria [5]